# 阿納鯧鰺
阿納鯧鰺（学名：Trachinotus anak），為輻鰭魚綱鱸形目鱸亞目鰺科鯧鰺屬下的一個種，分布於西太平洋臺灣及澳洲海域，深度0-5公尺，體呈橢圓形且側扁，吻圓鈍，背部略微隆起，尾鰭叉形，體上方是銀色的綠色或藍灰色，下方則是較淺的顏色。它通常具有青銅色或綠色-金色調。第二背鰭和尾鰭為暗橙色至近黑色。魚鰭具有深色的前緣。臀鰭為黃色，胸鰭深色，體長可達59.6公分，棲息在沿海岩石海域，屬肉食性，以軟體動物、貝類為食，可做為食用魚及遊釣魚。